# Domesday Book
El Domesday Book (també conegut com a Domesday o Winchester Book) era el primer registre d'Anglaterra completat el 1086. El rei Guillem I el Conqueridor l'encarregà i era similar a un cens actual.
El nom prové d'un mot de l'anglès antic, «dom» ('comptar' o 'comptabilitat') i «day» ('jorn'), domesday significa, doncs, el jorn en què un senyor i els seus feudataris fan els comptes. En les religions cristianes, el mot semblant doomsday s'utilitza per a designar el Judici final, quan segons la teoria escatològica del llibre de l'Apocalipsi, Jesús de Natzaret hauria de tornar per fer els comptes de cada un dels humans.

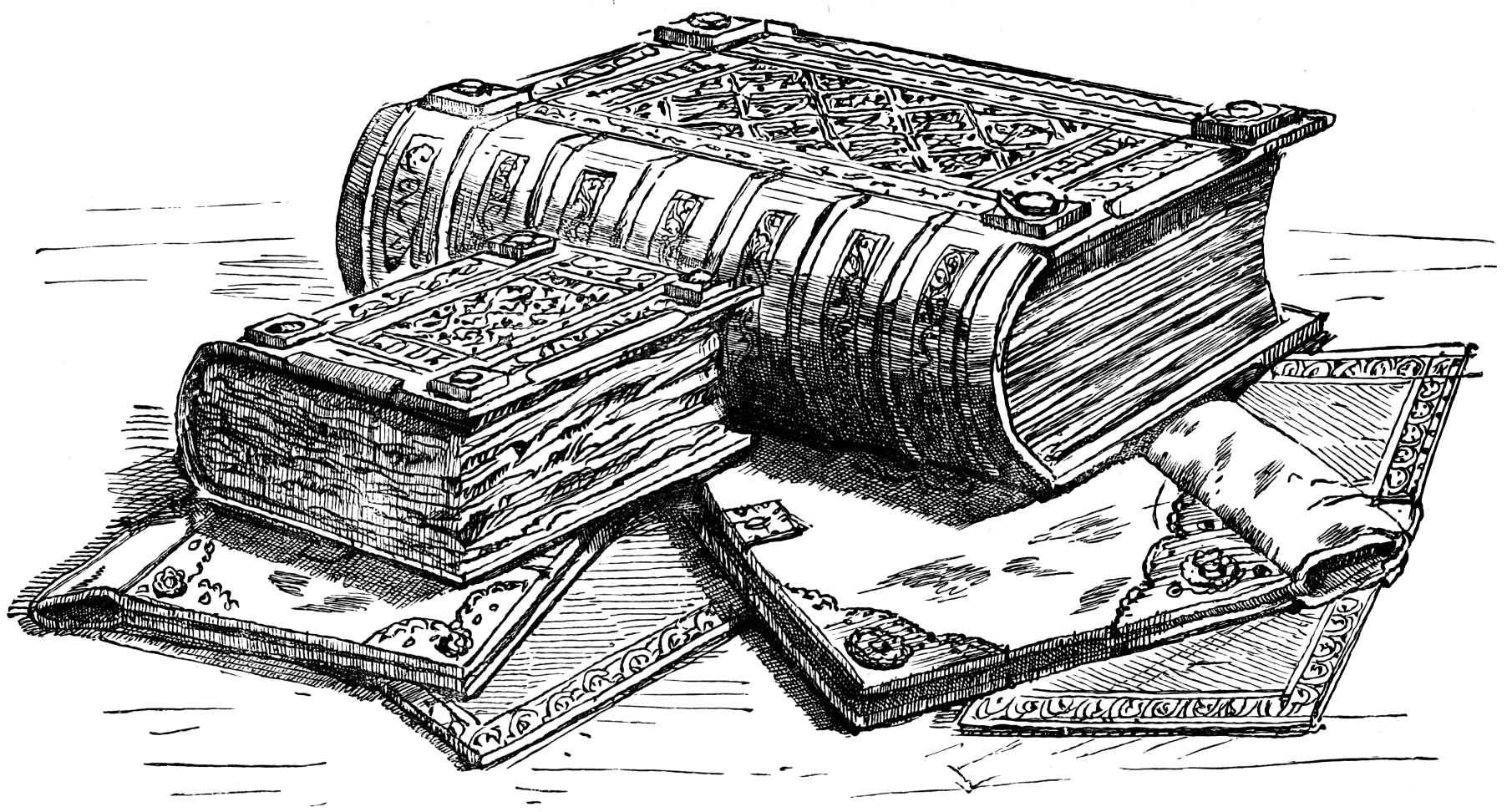
Aiguafort del 'Domesday Book'

La tradició diu que a Nadal del 1085 Guillem s'estava a Gloucester i «tenia una conversa molt llarga amb els seus consellers; trameté els seus súbdits a tot Anglaterra per anar a cada poble (…) a investigar quantes terres i bestiar posseïa cada propietari i quin n'era el valor». Volia informació sobre el país que acabava de conquerir per poder-lo administrar i gravar les terres amb impostos. El registre, escrit en llatí, tot i tenir unes paraules en llengua vernacla quan no hi havia equivalent llatí, tenia força de llei i era inapel·lable.
El Llibre de Domesday són en realitat dues obres independents. Una, coneguda com a Little Domesday (Petit Domesday) cobreix Norfolk, Suffolk i Essex. L'altre, Great Domesday (Gran Domesday) cobreix la resta d'Anglaterra amb l'excepció de les terres del nord (Westmorland, Cumberland, Northumberland i Durham), que feien part d'Escòcia; Durham es registrarà gairebé un segle més tard al Llibre de Boldon l'any 1183. No hi ha cap registre de Londres, de Winchester i d'algunes altres ciutats més. L'omissió d'aquestes ciutats és probablement una conseqüència de la seva mida i complexitat.
El llibre es conservava inicialment al tresor reial de Winchester, la capital dels reis normands, i en aquesta època es deia Book of Winchester (llibre de Winchester). Quan el tresor va transferir-se a Westminster, probablement sota el regnat d'Enric II d'Anglaterra, el llibre el va seguir. Va romandre a Westminster fins al regnat de la reina Victòria, quan van transferir-lo al Chapter House i després al Public Record Offici a Londres. Avui s'exposa al públic dins d'una caixa de vidre als National Archives a Richmond.
El llibre va utilitzar-se sovint a les corts durant tota l'edat mitjana i encara avui pot servir de prova en alguns rars plets.
Des de l'agost de 2006, en penjar la versió íntegra del llibre en internet, els National Archives (Arxiu Nacional del Regne Unit) van fer-lo accessible per primera vegada al gran públic.